# Young Lust: The Aerosmith Anthology
Young Lust: The Aerosmith Anthology kompilacijski je album američke hard rock skupine Aerosmith koji izlazi u studenom 2001.g.
Ova kompilacija sadrži najbolje hitove koje je objavila diskografska kuća "Geffen Records", između albuma Done with Mirrors i Get a Grip, a uključuje i neobjavljeni materijal i uživo skladbe. Reizdanje albuma izlazi 2005.g. od izdavača "Geffen Records", pod imenom Gold.

## Popis pjesama

### Prvi Disk
1. "Let the Music Do the Talking" (Perry) – 3:45
2. "My Fist Your Face" (Aerosmith) – 4:21
3. "Shame on You" (Aerosmith) – 3:20
4. "Heart's Done Time" (Child, Perry) – 4:41
5. "Rag Doll" (Knight, Perry, Tyler, Vallance) – 4:24
6. "Dude (Looks Like a Lady)" (Child, Perry, Tyler) – 4:23
7. "Angel" (Child, Tyler) – 5:06
8. "Hangman Jury" (Perry, Tyler, Vallance) – 5:33
9. "Permanent Vacation" (Tyler, Whitford) – 4:48
10. "Young Lust" (Perry, Tyler, Vallance) – 4:19
11. "The Other Side" (Dozier, Brian Holland, Eddie Holland, Tyler, Vallance) – 4:06
12. "What It Takes" (Child, Perry, Tyler) – 5:10
13. "Monkey on My Back" (Perry, Tyler) – 3:57
14. "Love in an Elevator" (Perry, Tyler) – 5:21
15. "Janie's Got a Gun" (Hamilton, Tyler) – 5:27
16. "Ain't Enough" (Perry, Tyler) – 4:57
17. "Walk This Way (zajedno sa Run-D.M.C.)" (Perry, Tyler) – 5:11

- Skladbe: 1-3 s albuma Done with Mirrors (1985.)
- Skladbe: 4-9 s albuma Permanent Vacation (1987.)
- Skladbe: 10-15 s albuma Pump (1989.)
- Skladba: 16 prethodno neobjavljena
- Skladba: 17 s albuma Raising Hell od Run-D.M.C.  (1986.)

### Drugi Disk
1. "Eat the Rich" (Perry, Tyler, Vallance) – 4:32
2. "Love Me Two Times" (The Doors) – 3:15
3. "Head First" (Perry, Tyler, Vallance) – 4:42
4. "Livin' on the Edge" (Acoustic Version) (Hudson, Perry, Tyler) – 5:37
5. "Don't Stop" (Perry, Tyler, Vallance) – 4:02
6. "Can't Stop Messin'" (Blades, Perry, Shaw, Tyler) – 4:34
7. "Amazing" (Orkestralna verzija) (Supa, Tyler) – 5:34
8. "Cryin'" (Perry, Rhodes, Tyler) – 5:08
9. "Crazy" (Child, Perry, Tyler) – 5:16
10. "Shut Up and Dance" (Blades, Perry, Shaw, Tyler) – 4:50
11. "Deuces Are Wild" (Tyler, Vallance) – 3:32
12. "Walk on Water" (Blades, Perry, Shaw, Tyler) – 4:53
13. "Blind Man" (Perry, Rhodes, Tyler) – 3:57
14. "Falling in Love (Is Hard on the Knees)" (uživo) (Ballard, Perry, Tyler) – 3:25
15. "Dream On" (uživo) (Tyler) – 4:53
16. "Hole in My Soul" (uživo) (Child, Perry, Tyler) – 5:37
17. "Sweet Emotion" (uživo) (Hamilton, Tyler) – 5:52

- Skladbe: 1, 4, 7-10 s albuma Get a Grip (1993.)
- Skladba: 2 iz filma Air America (1990.)
- Skladbe: 3, 5, 6 objavljene na B-strani (1993. – 94.)
- Skladbe: 11-13 s albuma Big Ones (1994.)
- Skladbe: 14-17 s albuma A Little South of Sanity (1998.)

## Osoblje
Aerosmith
- Joe Perry - Cimbala, Gitara, Prateći vokali
- Brad Whitford - Gitara
- Tom Hamilton - Bas gitara
- Russ Irwin - Klavijature, Prateći vokali
- Thom Gimbel - Klavijature, Prateći vokali
- Steven Tyler - Usna harmonika, Mandolina, Klavijatura, Vokal
- Joey Kramer - Udaraljke, Bubnjevi

Ostalo osoblje
- Mike Ragogna - Producent kompilacije
- Aerosmith - Producent
- Michael Beinhorn - Producent
- Russell Simmons - Producent
- Ted Templeman - Producent
- Rick Rubin - Producent
- Bruce Fairbairn - Producent
- Jack Douglas - Producent, Mix
- Beth Stempel - Koordinator produkcije
- Vartan Art - Direkcija
- Michael Fraser - Mix
- Brendan O'Brien - Mix
- Jeremy Holiday - A&R Asistent
- Sal Nunziato - A&R Asistent
- Barry Korkin - Lektorski asistent
- Erick Labson - Mastering
- Kelly Martinez - Licenciranje
- Geri Miller - Zabilješke
- David Campbell - Dirigent, Aranžer žičanih instrumenata
- Gabrielle Revere - Fotografija
- Norman Seeff - Fotografija
- Neal Preston - Fotografija
- Dennis Keeley - Fotografija
- Gene Kirkland - Fotografija

## Top ljestvica
Album - Billboard (Sjeverna Amerika)
| Godina | Top ljestvica     | Pozicija |
| ------ | ----------------- | -------- |
| 2001   | The Billboard 200 | #191     |

## Certifikat
| Organizacija | Naklada | Datum             |
| ------------ | ------- | ----------------- |
| RIAA - SAD   | Zlatni  | 26. veljače 2004. |

## Vanjske poveznice
- Young Lust - MusicBrainz
- discogs.com - Aerosmith - Young Lust: The Aerosmith Anthology